# Staurastrum quadrispinatum
Staurastrum quadrispinatum  là một loài Song tinh tảo trong họ Desmidiaceae, thuộc chi Staurastrum.